# Geranopomyia purpuratus
Geranopomyia purpuratus är en tvåvingeart som beskrevs av White 1916. Geranopomyia purpuratus ingår i släktet Geranopomyia och familjen vapenflugor. Inga underarter finns listade i Catalogue of Life.